# Pascal Gaüzère
Pascal Gaüzère (23 d'abril de 1977) és un àrbitre de rugbi francès que representa la federació francesa de rugbi a nivell internacional. Com a àrbitre ha estat el màxim encarregat del compliment del reglament en partits del Top14, Pro12, European Rugby Champions Cup i la European Challenge Cup
Va fer el seu debut internacional en el campionat del món de rugbi sub-20 en un partit entre Gal·les i Tonga l'any 2009. L'any 2010 repetiria en aquesta competició i també arbitraria la final entre Austràlia i Nova Zelanda.
A finals de 2010, Gaüzère fa el seu debut en el món del rugbi professional fent de jutge de línia en 4 partits test de final d'any. El primer fou un partit entre Geòrgia i el Canadà. Posteriorment fou encarregat d'arbitrar una partit de la Fase de Classificació de la Copa del Món de Rugbi 2011 entre Romania i l'Uruguai i la de 'The Final Challenge' entre els Barbarians i els Springbooks.
L'any 2011, va fer el seu debut en el Torneig de les Sis Nacions en un partit entre Escòcia i Irlanda.